# Sciuroleskea mittenii
Sciuroleskea mittenii är en bladmossart som beskrevs av Fleischer 1922. Sciuroleskea mittenii ingår i släktet Sciuroleskea och familjen Stereophyllaceae. Inga underarter finns listade i Catalogue of Life.